# 托马斯·劳登
托马斯·劳登（英語：Thomas Loudon，1883年9月1日—1968年1月6日），加拿大男子赛艇运动员。他曾代表加拿大参加1904年夏季奥林匹克运动会赛艇比赛，获得男子八人单桨有舵手银牌。